# Zamakhshari
Abu-l Qasim Mahmud ibn Umar Zamakhshari (*1074 – †1143) var en middelalderlig, persisk videnskabsmand. Han blev født i Zamakhshar i Chorezmien (landet mellem Aralsøen og det Kaspiske hav), og han blev en berømt vismand af Mu'taziliskolen inden for Islam (som vil vise, at den græske filosofis logik og rationalisme er fornelig med Islam). Zamakhshari er mest kendt for sin Korankommentar. Han studerede ved Bukhara og Samarkand og var én af Baghdads juridisk kyndige. Han boede i mange år i Mekka, og derfor blev han kendt som Jar-illah (= "Guds nabo"). Senere vendte han tilbage til Khwarezmien, hvor han døde i hovedstaden Jurjaniyya.
Teologisk set var han en overbevist Mu'tazilit. Zamakhsharis ry bygger på hans kommentarer til Koranen, som bliver kaldt al-Kashshaf (= "Afsløreren"). På trods af, at den har Mu'tazili-teologien som grundlag, blev den berømt blandt de lærde og dannede baggrund for den meget læste kommentar af Baidhawi. Al-Zamakhshari giver i al-Kashshaf en gennemgang af Koranen, vers for vers. Han analyserer stilistiske elementer, der fører til Koranens æstetiske effektivitet og uovertrufne kvalitet, og han forsøger at forklare og retfærdiggøre visse uregelmæssigheder i Koranen. Ifølge en senere, maurisk, anmelder er dette en chokerende fejltagelse: Mennesker skal ikke bringe Koranen i overensstemmelse med arabisk grammatik, men ændre den arabiske grammatik, så den stemmer med Koranen.Selv om Al-Zamakhshari skrev en del af sine værker på persisk, var han en stærk fortaler for det arabiske sprogs fortrin.
Zamakhsharis mest berømte værker er:
- کتاب الامکنه والجبال والمیاه (Geografi)
- اساس البلاغه (Litteratur)
- مقدمه الادب (Arabisk til persisk ordbog)
- مفصل انموذج (Nahw: En arabisk grammatik)
- کشاف (En tafsir over Koranen)

## Eksterne links
- Artikel om Zamakhshari i 1911 Encyclopedia.org
- Artikel om Zamakhshari i Fordham.edu Arkiveret 21. februar 2006 hos  Wayback Machine